# Mollia speciosa
Mollia speciosa är en malvaväxtart som beskrevs av Carl Friedrich Philipp von Martius. Mollia speciosa ingår i släktet Mollia och familjen malvaväxter. Inga underarter finns listade i Catalogue of Life.

## Bildgalleri

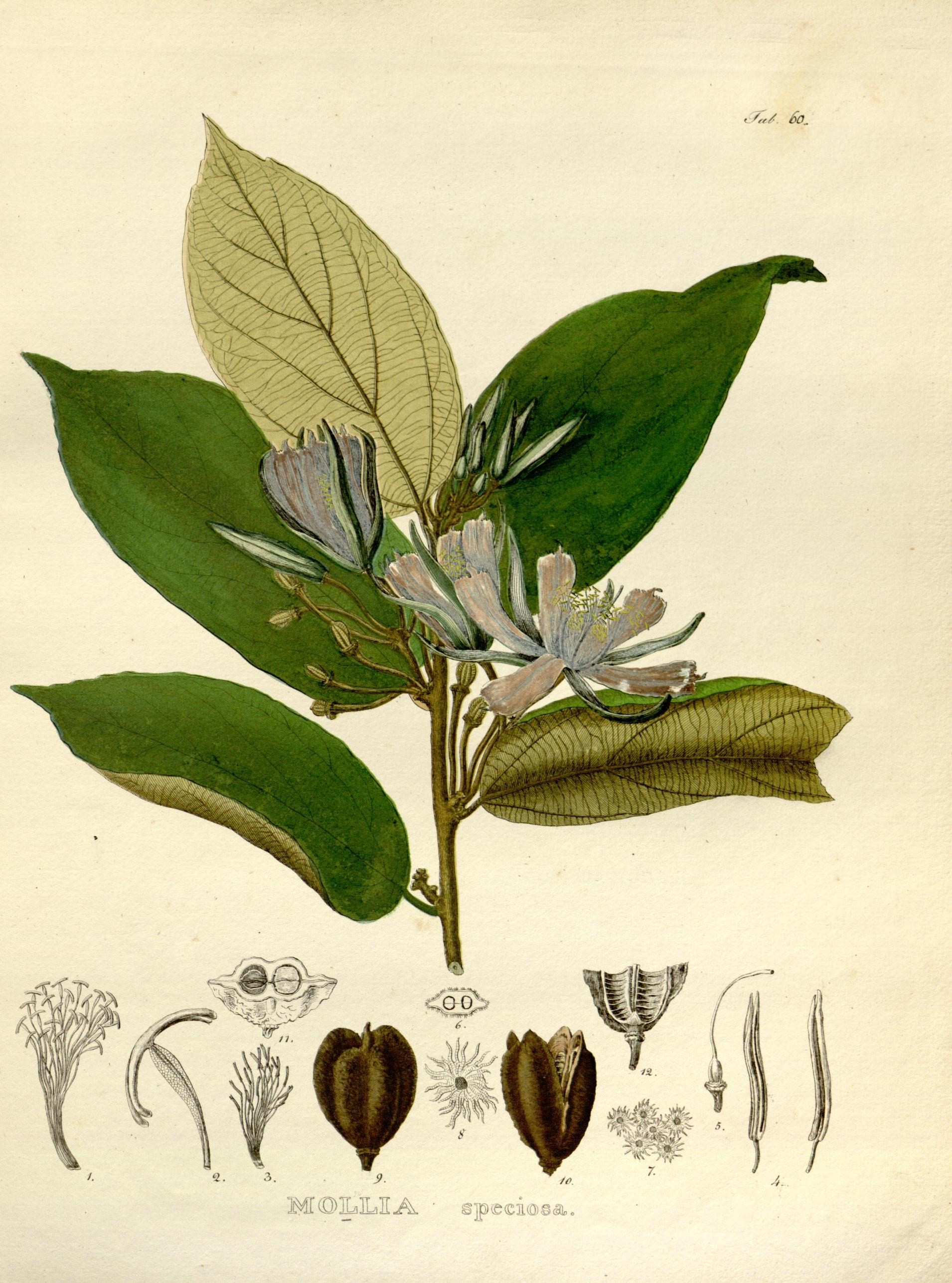